# Микроробот

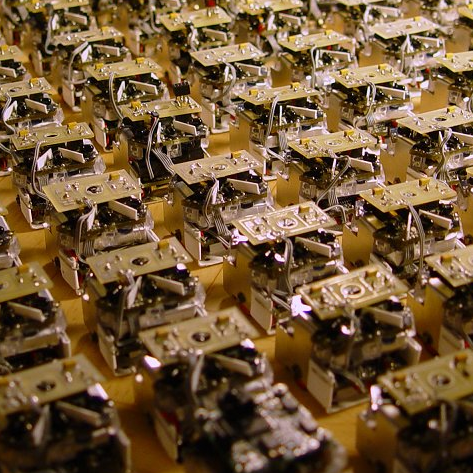
Микророботы размером менее 3 см

Микророботы (или микроботы) — область микроробототехники, в частности проектирование мобильных роботов размером менее 1 мм. Это название также может быть использовано для роботов, способных к работе с компонентами размером в микрометры.

## История
Появление микророботов стало возможным благодаря созданию микроконтроллеров в последнем десятилетии XX века и разработке миниатюрных механических систем, основанных на кремнии (MEMS), хотя в конструкции многих микророботов не используется кремний для механических деталей, не считая датчиков. Первые исследования и концептуальное проектирование таких маленьких роботов были проведены в начале 1970-х годов в рамках засекреченных на тот момент исследований для американских спецслужб.
На начальном этапе практическое применение предусматривало освобождение военнопленных, радио и радиотехнические разведывательные миссии. Лежащие в основе миниатюризации вспомогательные технические средства не были достаточно развиты в то время, поэтому при ранних расчётах и создании концепции технических требований в разработке прототипов явного прогресса не было.
Развитие беспроводных соединений, особенно Wi-Fi (то есть в домашних сетей) значительно увеличило пропускную способность микророботов и, следовательно, их способность взаимодействовать с другими микроботами для выполнения более сложных задач. Действительно, множество последних исследований сосредоточены на связи между микроботами, например на групповой связи 1024 роботов в Гарвардском университете, которые могут собираться в конструкции различных форм. Другой случай - производственные микророботы от компании SRI International для программы Агентства оборонных перспективных исследовательских разработок (АОПИР) «Минипредприятие: управление перспективными исследовательскими программами в крупных масштабах», которые могут создать структуру, сочетающую небольшой вес и высокую прочность.
В 2020 году были изобретены ксеноботы — микророботы, построенные из биологических тканей при полном отсутствии металла и электроники. Биоразлагаемость и биосовместимость ксеноботов, а также отсутствие в них источников электропитания позволили избежать некоторых технологических и природных ограничений, присущих традиционным микророботам.

## Вопросы разработки
Префикс «микро», используемый в значении «маленький», создает путаницу относительно размеров микророботов. Избежать ее позволяет систематизация шкал длины. Таким образом, нанороботы будут иметь характерные размеры или ниже 1 микрометра, или могли бы управлять компонентами в диапазоне от 1 до 1000 нм. Микроробот обладал бы характерными размерами меньше, чем 1 мм, а миллиробот имел бы размер меньше, чем см, миниробот — менее 10 см (4 дюйма), и маленький робот будет обозначен, как имеющий размер менее 100 см (39 дюймов).
Из-за небольшого размера микророботов, их создание потенциально очень дёшево, и они могут быть использованы в больших количествах (множество [рой] роботов) для изучения условий, которые слишком малы или могут быть слишком опасны для людей или больших роботов. Ожидается, что использование микророботов будет полезным в таких видах деятельности, как поиск выживших в разрушенных зданиях после землетрясений или в медицинских целях, для изучения пищеварительного тракта. Чего микророботам не хватает в силе или вычислительной мощности, они могут восполнить с помощью большого их количества.
Одной из основных проблем в разработке микророботов является достижение максимальной работоспособности, используя ограниченное электропитание. В микророботах можно использовать батарейный источник питания с малой удельной массой, такой как миниатюрный элемент питания «таблетка», или использовать энергию окружающей среды в виде вибрации или световой энергии. Также в настоящее время микророботы используют биологические моторы как источники питания, например жгутиковые моторные белки Serratia marcescens, тянущие химическую энергию из окружающей биологической жидкости для приведения в действие автоматизированное устройство. Эти биороботы могут быть непосредственно контролируемы стимулами, такими как хемотаксис или гальванотаксис с несколькими доступными схемами управления. Популярной альтернативой батареи на борту является чтобы привести роботов, используя внешне индуцированное власть. Примеры включают использование электромагнитных полей, ультразвука и света, чтобы активировать и контролировать микророботов.